# Oberonia basilanensis
Oberonia basilanensis är en orkidéart som beskrevs av Oakes Ames. Oberonia basilanensis ingår i släktet Oberonia och familjen orkidéer. Inga underarter finns listade i Catalogue of Life.